# Rágógumi

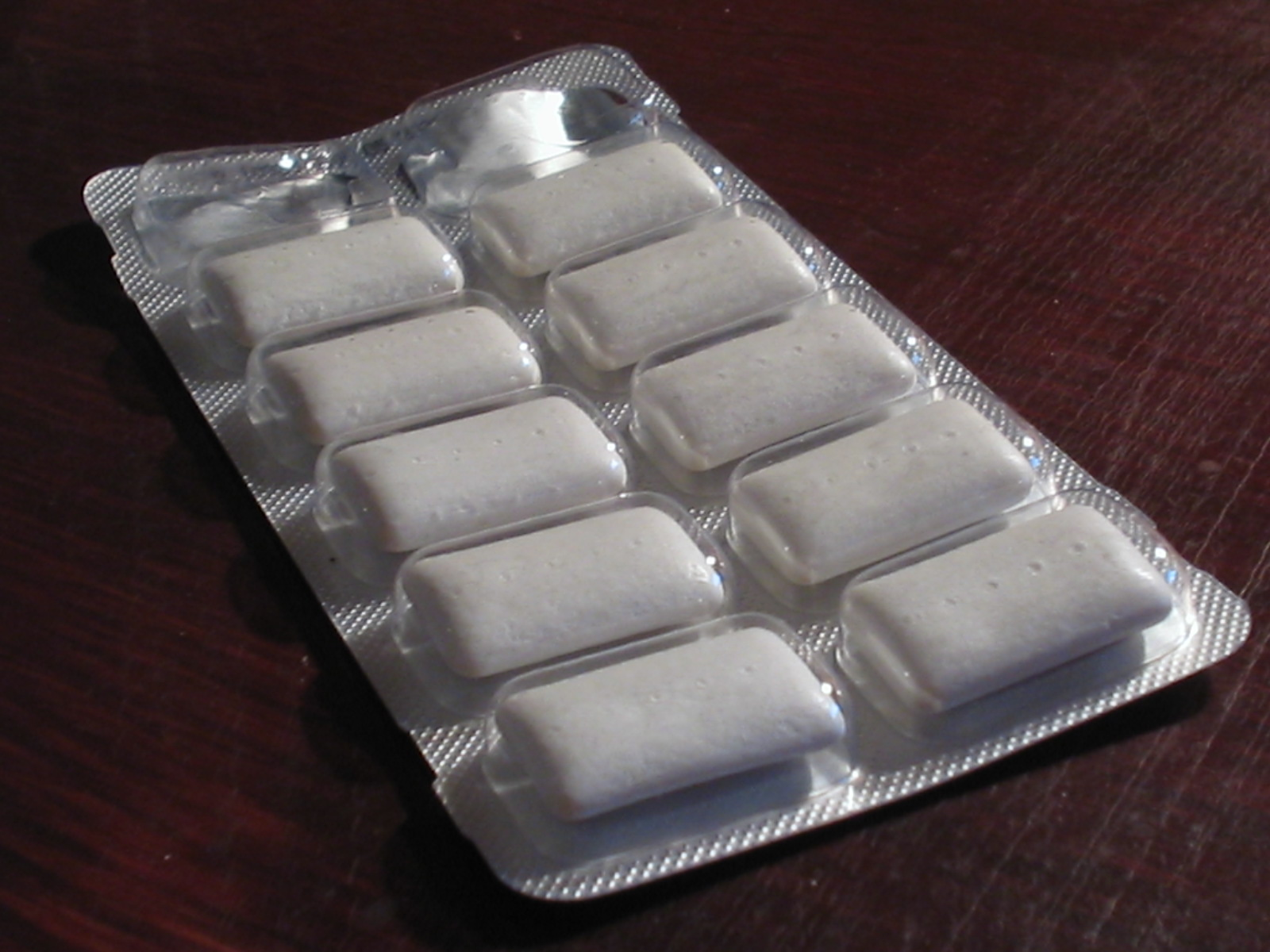
Drazsé formájú rágógumik egy csomagban

A rágógumi nyúlékony, ízesített, rágásra alkalmas élvezeti cikk, melyet az édességek csoportjába sorolnak. Alapanyagául általában két különböző anyag is szolgálhat: az egyik a természetes latexanyagnak számító chicle, amely a Manilkara chicle vagy a Manilkara zapota nevű, az amerikai esőerdőkben is megtermő fafajták kérgéből kinyert koagulált tejszerű nedv; a másik a mesterséges úton előállított poliizobutilén nevű szintetikus gumi. A Research and Markets oldal kutatásai alapján a világ rágógumipiacának két vezető vállalata, az amerikai Wrigley Company és a brit Cadbury együttesen több mint 60%-os részesedéssel rendelkezik ezen a téren.

## Története
A rágógumit különböző formákban már körülbelül 5000 évvel ezelőtt, az újkőkorszak idején is ismerték és használták az emberek. A mai értelemben vett legrégebbi, napjainkban is ismert rágógumit a finnországi Yli-Ii településen fekvő Kierikki területén fedezte fel 2007 augusztusában az egyesült királyságbeli Derby Egyetem egyik régészet szakos hallgatója, Sarah Pickin. A finnországi településen végzett ásatása közben legalábbis erre utaló nyomokat talált. A lelet alapján elődeink nyírfakéregből készült kátrányt rágtak, egyértelműen szájhigiéniás célból. A megtalált darab alapanyaga nyírfakéregből készült kátrány. A nyírfakéreg, amiből a fognyomokat is tartalmazó rágógumi készülhetett, egyebek mellett fenolokat is tartalmaz, amely egyesek szerint fertőtlenítő hatással és más egészségügyi előnyökkel rendelkezik.
Már az ősi aztékokhoz tartozó indián törzsek is a chiclét használták, mint egy, a mai rágógumival nagy hasonlóságot mutató anyag alapanyagát. Ezt a fajta rágógumit legfőképpen a nők használták elsősorban a szájuk illatosításának a céljából. A népcsoport tagjai a chicle latexéből készült gumit is alkalmazták ilyen célokra, ennek a készítménynek a helyiek által ismert neve a tzictli volt. A maja civilizáció egyes tagjai is az aztékokhoz nagyban hasonlító módszereket alkalmaztak a rágásra szolgáló gumik területén.

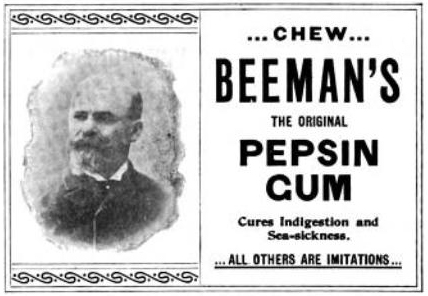
Az Edward E. Beeman által előállított Beeman’s Original Pepsin Gum hirdetése 1897-ből

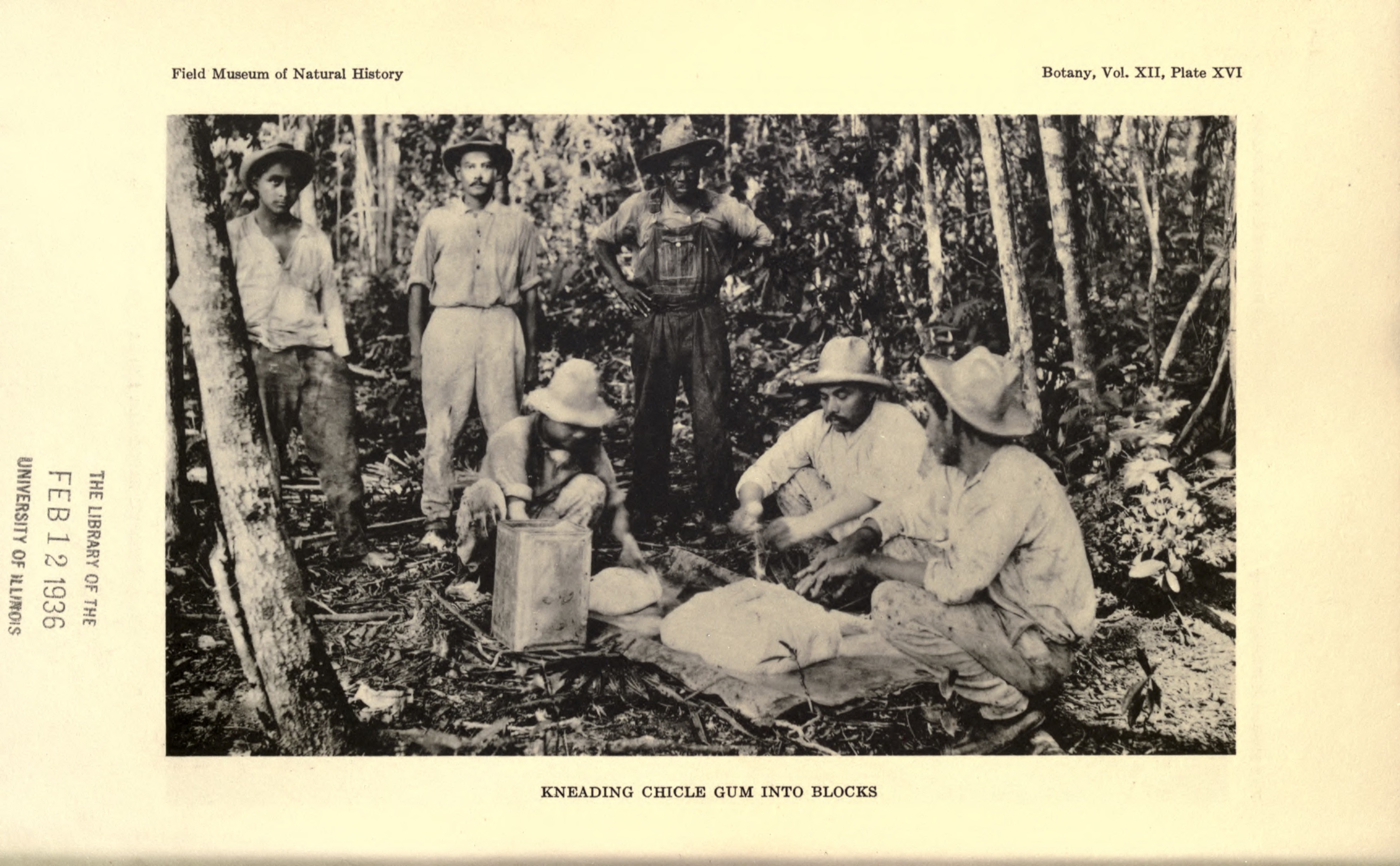
A kitermelt chicle tömbökbe rendezését Belizében ábrázoló fénykép a The forests and flora of British Honduras című 1936-os könyvből

## Egészségügyi hatásai

### Fogászati hatásai
A cukormentes rágógumival a túlsúly, a fogszuvasodás is megelőzhető. Rágása nem helyettesíti ugyan a fogmosást, de ameddig a gyermeknek erre nincs lehetősége, addig a rágó hatóanyaga meggátolja a lepedék lerakódását, megelőzi a szuvasodást. Eltekintve attól, hogy a többségnek tetszik-e vagy sem, egyre több gyermek, serdülő és felnőtt rágózik. Amióta pedig a gyártók piacra dobták a cukormenteset, hódolói úgy tartják: a mások által kifogásolt rossz szokás egészségüket védi. Ami azt illeti, a fogorvosok sem tagadják fogazat- és fogínyerősítő, valamint tisztító hatását.[forrás?]
A rágózással remekül levezethető a stressz, már az I. világháború folyamán is alkalmazták a fronton harcoló katonák feszültségoldására. A folyamatos szájmozgás hatására fokozódik az agy vérellátása, ami segíti a koncentrációt. Néhány kísérlet azt is kimutatta, hogy a rágózás jó hatással van a rövid- és a hossztávú memóriára.

### Hatásai a gyomorra
A rágózás serkenti a gyomorsav-termelődést, ami fokozza az éhségérzetet. Ha nagyobb mennyiségű gyomorsav termelődik, szervezetünk felkészül az étel „fogadására” a gyomorban. Ha azonban nem érkezik táplálék, a keletkezett sav károsíthatja a gyomor nyálkahártyáját.

### Lehetséges rákkeltő hatása
Nincs rákkeltő hatása.

### A lenyelt rágógumi
A lenyelt rágógumi nem ragad bele a belekbe, hanem áthalad a szervezeten; alapanyagát ugyanis nem lehet megemészteni.

## Környezeti hatásai
Ír tudósok gyorsan lebomló rágógumi kifejlesztésén dolgoznak, ugyanis egy rágógumi lebomlási ideje kb 5 év.
Nagy-Britanniában a szapotilfa tejszerű nedvéből készült, ruhára, bútorokra nem ragadó biorágógumit dobtak piacra.

## Fordítás
- Ez a szócikk részben vagy egészben  a   Chewing gum című angol Wikipédia-szócikk ezen változatának fordításán alapul.  Az eredeti cikk szerkesztőit annak laptörténete sorolja fel. Ez a jelzés csupán a megfogalmazás eredetét és a szerzői jogokat jelzi, nem szolgál a cikkben szereplő információk forrásmegjelöléseként.